# Simon Stadler
Simon Stadler (Heidelberg, 20 de Julho de 1983) é um tenista profissional desde 2002, seu melhor ranking na ATP, foi o de número 140 do mundo, em 2009. Seu melhor desempenho em Grand Slam foi em Wimbledon em 2008 onde alcançou a terceira rodada sendo eliminado pelo cipriota Marcos Baghdatis por 3 sets a 0, parciais de 7-6(2), 6-4, 6-2.
Em 2009 Stadler alcançou sua primeira final em torneios challengers, em Rode, Grécia onde perdeu na final para o alemão Benjamin Becker.

## Ranking
- Atual Ranking de Simples:285°
- Melhor Ranking de Simples: 140° (23/2/2009)
- Atual Ranking de Duplas:211°
- Melhor Ranking de Duplas: 170° (25/4/2011)

## Evolução do ranking de simples
Posição na última semana de cada ano:
- 2002: n° 534 do mundo
- 2003: n° 729 do mundo
- 2004: n° 691 do mundo
- 2005: n° 319 do mundo
- 2006: n° 248 do mundo
- 2007: n° 196 do mundo
- 2008: n° 147 do mundo
- 2009: n° 227 do mundo
- 2010: n° 265 do mundo

## Conquistas

### Simples(4)
| Legenda     |
| Futures (4) |

| No. | Data                 | Torneio            | Superfície | Adversário           | Resultado        |
| 1.  | 9 de Maio de 2005    | Phuket, Tailândia  | Dura       | Suwandi Suwandi      | 6-3, 6-2         |
| 2.  | 23 de Maio de 2005   | Munakata, Japão    | Dura       | Phillip King         | 7-6(6), 6-4      |
| 3.  | 15 de Agosto de 2005 | Vilnius, Lituânia  | Saibro     | Trystan Meniane      | 4-6, 7-5, 6-0    |
| 4.  | 8 de Maio de 2006    | Edimburgo, Escócia | Saibro     | Melvyn Op der Heijde | 3-6, 7-6(4), 6-4 |

### Vice(1)
| Legenda         |
| Challengers (1) |

| No. | Data              | Torneio       | Superfície | Adversário      | Resultado |
| 1.  | 2 de Maio de 2009 | Rodes, Grécia | Dura       | Benjamin Becker | 7-5, 6-3  |

### Duplas(7)
| Legenda         |
| Challengers (5) |
| Futures (2)     |

| Nr. | Data                  | Torneio                   | Superfície | Parceiro           | Adversários na final                      | Resultado            |
| 1.  | 2 de Dezembro de 2002 | República Tcheca          | Saibro     | Philipp Petzschner | Tomas Berdych Lukas Dlouhy                | 6-3, 6-1             |
| 2.  | 1 de Agosto de 2005   | Saransk, Rússia           | Saibro     | Flavio Cipolla     | Konstantin Kravchuk Alexander Kudryavtsev | 7-6(2), 4-6, 7-6(3)  |
| 3.  | 8 de Maio de 2006     | Edimburgo, Escócia        | Saibro     | Joseph Sirianni    | Andrew Kennaugh Tom Rushby                | 6-2, 3-6, 6-2        |
| 4.  | 3 de Setembro de 2007 | Donetsk, Ucrânia          | Dura       | Philipp Petzschner | Patrick Briaud Nicholas Monroe            | 3-6, 7-5, 10-6       |
| 5.  | 30 de Março de 2009   | Saint Brieuc, França      | Saibro     | David Martin       | Peter Luczak Joseph Sirianni              | 6-3, 6-2             |
| 6.  | 19 de Outubro de 2009 | Calabasas, Estados Unidos | Dura       | Santiago González  | Treat Conrad Huey Harsh Mankad            | 6-2, 5-7, 10-4       |
| 7.  | 26 de Abril de 2010   | Rodes, Grécia             | Dura       | Dustin Brown       | Jonathan Murray Jamie Murray              | 7-6(4), 6-7(4), 10-7 |